# Lucy James
Lucy James (ur. 18 lutego 1992) – brytyjska lekkoatletka specjalizująca się w biegach sprinterskich. 
W 2011 podczas mistrzostw Europy juniorów indywidualnie zajęła siódmą lokatę w biegu na 400 metrów, a wraz z koleżankami sięgnęła po złoty medal w biegu rozstawnym 4 x 400 metrów. 
Rekord życiowy: bieg na 400 metrów – 53,87 (21 lipca 2011, Tallinn).